# 維爾卡潘帕山脈

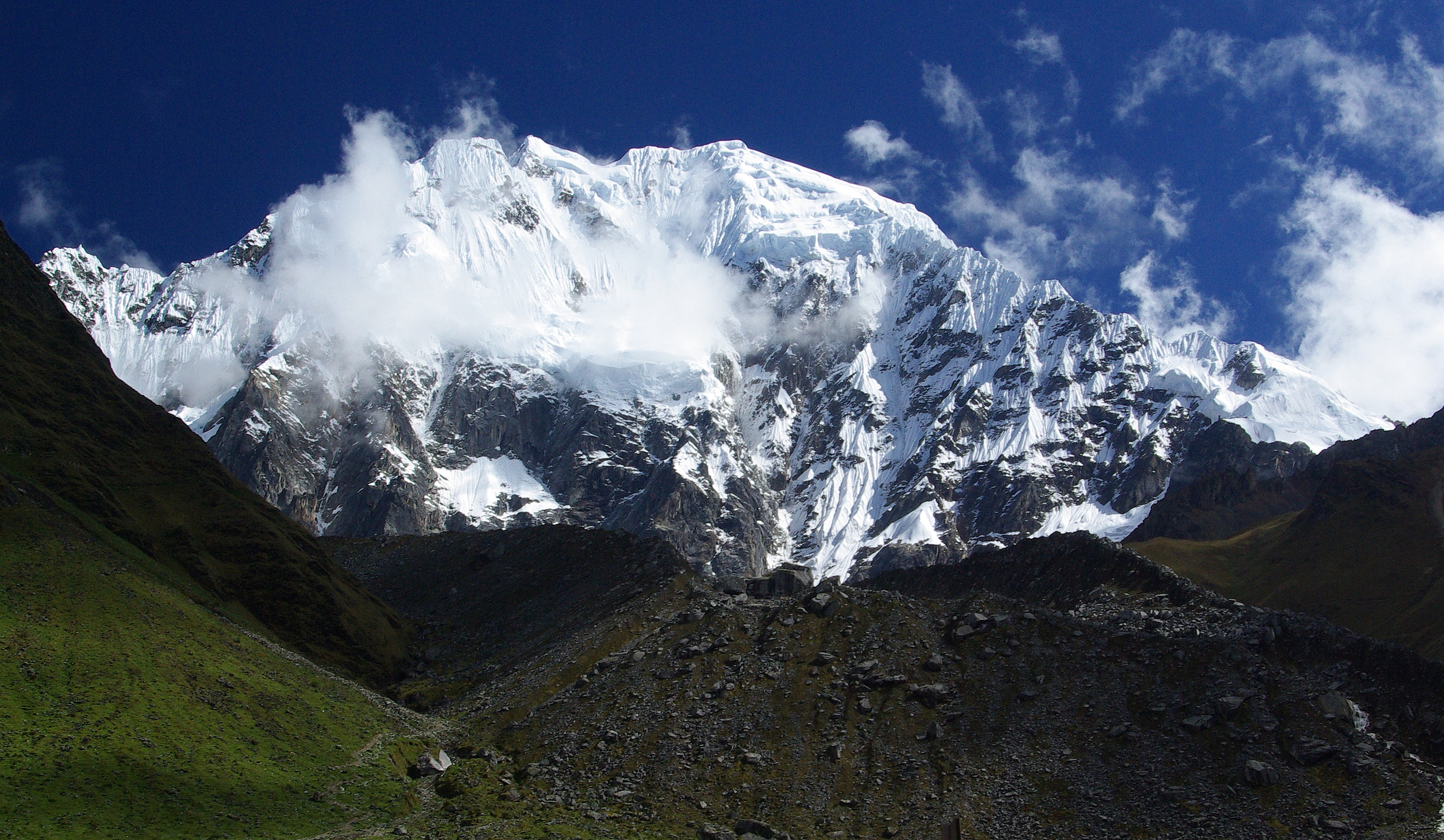

維爾卡潘帕山脈（西班牙語：Cordillera de Vilcabamba）是秘魯的山脈，由庫斯科大區負責管轄，流經庫斯科大區，屬於安第斯山脈的一部分，全長85公里，最高點海拔高度6,271米。